# Милеково Село
45°58′ пн. ш. 15°59′ сх. д. / 45.97° пн. ш. 15.99° сх. д.
Милеково Село (хорв. Milekovo Selo) — населений пункт у Хорватії, у Крапинсько-Загорській жупанії у складі міста Доня Стубиця.

## Населення
Населення за даними перепису 2011 року становило 127 осіб.
Динаміка чисельності населення поселення:

## Клімат
Середня річна температура становить 9,11 °C, середня максимальна – 22,20 °C, а середня мінімальна – -5,93 °C. Середня річна кількість опадів – 1071 мм.
| Клімат поселення                              | Клімат поселення | Клімат поселення | Клімат поселення | Клімат поселення | Клімат поселення | Клімат поселення | Клімат поселення | Клімат поселення | Клімат поселення | Клімат поселення | Клімат поселення | Клімат поселення | Клімат поселення |
| Показник                                      | Січ.             | Лют.             | Бер.             | Квіт.            | Трав.            | Черв.            | Лип.             | Серп.            | Вер.             | Жовт.            | Лист.            | Груд.            |                  |
| Середній максимум, °C                         | 4,95             | 6,36             | 10,24            | 14,03            | 19,00            | 22,20            | 21,42            | 20,96            | 17,20            | 12,32            | 6,83             | 3,55             |                  |
| Середня температура, °C                       | −0,49            | 0,92             | 4,80             | 8,60             | 13,56            | 16,76            | 18,58            | 18,11            | 14,34            | 9,46             | 3,98             | 0,70             |                  |
| Середній мінімум, °C                          | −5,93            | −4,5             | −0,63            | 3,15             | 8,13             | 11,32            | 15,72            | 15,27            | 11,49            | 6,61             | 1,13             | −2,16            |                  |
| Норма опадів, мм                              | 55               | 58               | 72               | 82               | 92               | 120              | 102              | 104              | 103              | 101              | 103              | 79               |                  |
| Середньомісячна швидкість вітру, м/с          | 2.04             | 2.16             | 2.48             | 2.44             | 2.32             | 2.02             | 1.95             | 1.86             | 1.87             | 2.04             | 2.14             | 2.14             |                  |
| Середньомісячна сонячна радіація, кДж/м²·день | 4263             | 7005             | 10565            | 14775            | 18675            | 20326            | 21323            | 18458            | 13848            | 8757             | 4677             | 3451             |                  |
| --------------------------------------------- | ---------------- | ---------------- | ---------------- | ---------------- | ---------------- | ---------------- | ---------------- | ---------------- | ---------------- | ---------------- | ---------------- | ---------------- | ---------------- |
| Джерело:                                      |                  |                  |                  |                  |                  |                  |                  |                  |                  |                  |                  |                  |                  |